# Soucouta
Soucouta est un village du Sénégal situé en Basse-Casamance, non loin de la frontière avec la Guinée-Bissau. Il fait partie de la communauté rurale de Niaguis, dans l'arrondissement de Niaguis, le département de Ziguinchor et la région de Ziguinchor.
Lors du dernier recensement (2002), la localité comptait 369 personnes et 51 ménages.